# Johann I. (Nassau)
Johann I. von Nassau-Dillenburg (* um 1339; † 4. September 1416 in Herborn) war von 1350 bis 1416 Graf von Nassau-Dillenburg.

## Leben
Johann war der älteste Sohn des Grafen Otto II. von Nassau-Dillenburg aus dem Haus Nassau-Siegen, der 1351 starb, und dessen Ehefrau Adelheid von Vianden. Im Alter von 11 Jahren wurde er Ottos Nachfolger. Auf Grund von Belegen in Urkunden und Akten, in denen Adelheid noch 1360 als Herrin Nassaus angesprochen wurde, wird angenommen, dass er zunächst unter der vormundschaftlichen Regentschaft seiner Mutter stand. 
Johann war Gründer des Ritterbundes „Gesellschaft von der alten Minne“, mit der er sich eine Gefolgschaft in den Auseinandersetzungen mit dem hessischen Landgrafen um die Herrschaft Itter und um Driedorf schuf. 1386 erwarb er die Grafschaft Diez. Eine langwierige Fehde mit dem Grafen Johann von Katzenelnbogen um den Besitz der erloschenen Älteren Linie Nassau-Hadamar beendete er 1408 mit einem vom Mainzer Erzbischof Johann in Boppard vermittelten Burgfrieden.
1392 erließ er eine neue Klosterordnung für das Prämonstratenserinnen-Stift Keppel, dem seine verwitwete Mutter als Äbtissin vorgestanden hatte; danach durften nur noch Töchter des Adels aufgenommen werden.
Johann erreichte das für seine Zeit hohe Alter von 77 Jahren. Durch den frühen Beginn seiner Amtszeit war er insgesamt 66 Jahre regierender Graf, eine der längsten Amtszeiten eines mittelalterlichen Regenten überhaupt.
Heute ist die Realschule in Dillenburg als Johann-von-Nassau-Schule nach ihm benannt.

## Ehe und Nachkommen
1357 heiratete er Margarethe von der Mark, Tochter von Adolf II. von der Mark und der Margarete von Kleve. Mit ihr hatte er folgende Kinder:
- Adolf (1362–1420), Graf von Nassau-Dillenburg 1416–1420
- Johann II. (um 1365–1443), Graf von Nassau-Dillenburg 1420–1443
- Engelbert I. (1370–1442), Graf von Nassau-Dillenburg 1420–1442
- Heinrich († nach 1401)
- Johann III. († um 1433)

## Weblink
- Nassau-Dillenburg, Johann I. Graf von. Hessische Biografie. (Stand: 28. November 2023). In: Landesgeschichtliches Informationssystem Hessen (LAGIS).

| Personendaten    | Personendaten                   |
| ---------------- | ------------------------------- |
| NAME             | Johann I.                       |
| ALTERNATIVNAMEN  | Johann I. von Nassau-Dillenburg |
| KURZBESCHREIBUNG | Graf von Nassau-Dillenburg      |
| GEBURTSDATUM     | um 1339                         |
| STERBEDATUM      | 4. September 1416               |
| STERBEORT        | Herborn                         |